# Radejna
Radejna (izvirno srbsko Радејна; bolgarsko Радейна) je naselje v Srbiji, ki upravno spada pod Občino Dimitrovgrad; slednja pa je del Pirotskega upravnega okraja.

## Demografija
V naselju živi 86 polnoletnih prebivalcev, pri čemer je njihova povprečna starost 64,7 let (64,3 pri moških in 65,1 pri ženskah). Naselje ima 47 gospodinjstev, pri čemer je povprečno število članov na gospodinjstvo 1,85.
To naselje je v glavnem bolgarsko (glede na popis iz leta 2002).
|  |

| Demografija | Demografija     | Demografija     |
| Leto        | Št. prebivalcev | Št. prebivalcev |
| ----------- | --------------- | --------------- |
|             |                 |                 |
|             |                 |                 |
|             |                 |                 |
|             |                 |                 |
| 1948        | 549             |                 |
| 1953        | 527             |                 |
| 1961        | 407             |                 |
| 1971        | 303             |                 |
| 1981        | 191             |                 |
| 1991        | 133             | 133             |
| 2002        | 87              | 87              |
|             |                 |                 |

| Etnična sestava po popisu iz leta 2002 | Etnična sestava po popisu iz leta 2002 | Etnična sestava po popisu iz leta 2002 | Etnična sestava po popisu iz leta 2002 | Etnična sestava po popisu iz leta 2002 |
| -------------------------------------- | -------------------------------------- | -------------------------------------- | -------------------------------------- | -------------------------------------- |
| Bolgari                                | Bolgari                                |                                        | 62                                     | 71,26%                                 |
| Srbi                                   | Srbi                                   |                                        | 11                                     | 12,64%                                 |
| Jugoslovani                            | Jugoslovani                            |                                        | 9                                      | 10,34%                                 |
| Neznano                                | Neznano                                |                                        | 0                                      | 0,0%                                   |